# ITA National Fall Championships 2017
Die erste Austragung der ITA National Fall Championships fand zwischen dem 1. und dem 5. November 2017 in Indian Wells, Kalifornien statt. Sie ersetzte die ITA National Intercollegiate Indoor Championships, bei welchen in den Vorjahren die Hallenmeister im College Tennis ermittelt wurden.

## Herreneinzel
| Nr. | Spieler            | Erreichte Runde |
| --- | ------------------ | --------------- |
| 01. | Nuno Borges        | Sieg            |
| 02. | Brandon Holt       | 2. Runde        |
| 03. | Petros Chrysochos  | Finale          |
| 04. | Skander Mansouri   | Viertelfinale   |
| 05. | Martin Redlicki    | Halbfinale      |
| 06. | Emil Reinberg      | Viertelfinale   |
| 07. | Constantin Schmitz | Achtelfinale    |
| 08. | Johannes Schretter | 2. Runde        |

| Nr. | Spieler            | Erreichte Runde |
| --- | ------------------ | --------------- |
| 09. | Alfredo Perez      | Viertelfinale   |
| 10. | J. J. Wolf         | Achtelfinale    |
| 11. | Michaël Geerts     | 1. Runde        |
| 12. | Johannes Ingildsen | 1. Runde        |
| 13. | Walker Duncan      | 1. Runde        |
| 14. | Wayne Montgomery   | 1. Runde        |
| 15. | Jordi Arconada     | Achtelfinale    |
| 16. | Thomas Laurent     | Halbfinale      |

## Herrendoppel
| Nr. | Paarung                           | Erreichte Runde |
| --- | --------------------------------- | --------------- |
| 01. | Johannes Ingildsen Alfredo Perez  | Viertelfinale   |
| 02. | William Little Johannes Schretter | Viertelfinale   |
| 03. | Jose Gracia Lucas Poullain        | Achtelfinale    |
| 04. | Chris Kougoucheff Parker Wynn     | Halbfinale      |

| Nr. | Paarung                          | Erreichte Runde |
| --- | -------------------------------- | --------------- |
| 05. | Robert Loeb Jan Zieliński        | Viertelfinale   |
| 06. | Mitchell Harper Henrik Korsgaard | 1. Runde        |
| 07. | McClain Kessler Duarte Vale      | Viertelfinale   |
| 08. | Rodrigo Banzer Leonardo Telles   | Finale          |

## Dameneinzel
| Nr. | Spieler           | Erreichte Runde |
| --- | ----------------- | --------------- |
| 01. | Anna Danilina     | 1. Runde        |
| 02. | Ashley Lahey      | Viertelfinale   |
| 03. | Karla Popovic     | 2. Runde        |
| 04. | Ena Shibahara     | 2. Runde        |
| 05. | Alexandra Sanford | Viertelfinale   |
| 06. | Katarina Jokić    | 2. Runde        |
| 07. | Sinéad Lohan      | 2. Runde        |
| 08. | Gabriela Talaba   | Viertelfinale   |

| Nr. | Spieler                  | Erreichte Runde |
| --- | ------------------------ | --------------- |
| 09. | Estela Pérez Somarriba   | Achtelfinale    |
| 10. | Anastasia Rychagova      | 2. Runde        |
| 11. | Samantha Harris          | Finale          |
| 12. | Michaela Gordon          | Achtelfinale    |
| 13. | Fernanda Contreras Gómez | Halbfinale      |
| 14. | Katharina Fahey          | Achtelfinale    |
| 15. | Mayar Sherif             | 2. Runde        |
| 16. | Léolia Jeanjean          | Achtelfinale    |

## Damendoppel
| Nr. | Paarung                        | Erreichte Runde |
| --- | ------------------------------ | --------------- |
| 01. | Ellyse Hamlin Kaitlyn McCarthy | 1. Runde        |
| 02. | Sarah Dvorak Sabrina Federici  | 1. Runde        |
| 03. | Kelly Chen Samantha Harris     | Halbfinale      |
| 04. | Vladica Babić Sofia Blanco     | 1. Runde        |

| Nr. | Paarung                          | Erreichte Runde |
| --- | -------------------------------- | --------------- |
| 05. | Rosie Johanson Meghan Kelley     | Viertelfinale   |
| 06. | Jessie Aney Alexa Graham         | 1. Runde        |
| 07. | Paige Mary Hourigan Kenya Jones  | Viertelfinale   |
| 08. | Gabriela Knutson Miranda Ramirez | 1. Runde        |